# Александровське (Моргауський район)
Алекса́ндровське (рос. Александровское, чув. Уйкас Янасал) — село у Чувашії Російської Федерації, у складі Александровського сільського поселення Моргауського району.
Населення — 119 осіб (2010; 112 в 2002, 123 в 1979, 238 в 1939, 256 в 1926, 228 в 1906, 100 в 1858).

## Історія
Історичні назви — Ойкаси, Янасал, Єнасал. До 1866 року селяни мали статус державних, займались землеробством, тваринництвом, бондарством, слюсарством, виробництвом одягу. Діяла церква Святого Благовірного князя Олександра Невського (1886–1936). 1885 року відкрито парафіяльну школу. На початку 20 століття діли 2 вітряки, винна лавка. До 1927 року село перебувало у складі Шуматівської волості Ядрінського повіту, а з 1 жовтня увійшло до складу Аліковського району. 17 березня 1939 року село увійшло до складу Совєтського району, з 26 листопада 1956 року — до складу Моргауського, з 14 липня 1959 року — повернуто до складу Аліковського, з 20 грудня 1962 року — до складу Ядрінського, а з 11 березня 1964 року повернуто до складу Моргауського району.

## Господарство
У селі діють пункт лікаря загальної практики, магазин, церква (поновлено з 1992 року).

## Відомі люди
У селі народився Максимов Ісайя Максимович (1889–1976) — чуваський математик, доцент, кандидат фізико-математичних наук.